# Tresana
Tresana is een gemeente in de Italiaanse provincie Massa-Carrara (regio Toscane) en telt 2056 inwoners (31-12-2004). De oppervlakte bedraagt 44,0 km², de bevolkingsdichtheid is 47 inwoners per km².

## Demografie
Tresana telt ongeveer 913 huishoudens. Het aantal inwoners daalde in de periode 1991-2001 met 5,3% volgens cijfers uit de tienjaarlijkse volkstellingen van ISTAT.
| Jaar | Inwoneraantal |
| ---- | ------------- |
| 1991 | 2171          |
| 2001 | 2055          |

## Geografie
De gemeente ligt op ongeveer 112 m boven zeeniveau.
Tresana grenst aan de volgende gemeenten: Bolano (SP), Calice al Cornoviglio (SP), Licciana Nardi, Mulazzo, Podenzana, Villafranca in Lunigiana.
Aulla · Bagnone · Carrara · Casola in Lunigiana · Comano · Filattiera · Fivizzano · Fosdinovo · Licciana Nardi · Massa · Montignoso · Mulazzo · Podenzana · Pontremoli · Tresana · Villafranca in Lunigiana · Zeri
1. ↑  https://demo.istat.it/?l=it.